# Arnold Kihlblom
Sten Arnold Kihlblom, född den 27 mars 1863 i Tyresö, Stockholms län, död den 23 februari 1908 i Kristianstad, var en svensk läkare. Han var far till Erik Kihlblom och farfars far till Roger Kihlblom.
Kihlblom blev student vid Uppsala universitet 1883, medicine kandidat vid Karolinska institutet i Stockholm 1889 och medicine licentiat i Lund 1892. Han blev praktiserande läkare i Röstånga i Malmöhus län samma år och var bataljonsläkare vid Kronobergs regemente 1898, vid Södra skånska infanteriregementet 1898–1904 och vid Norra skånska infanteriregementet 1904–1907 samt regementsläkare vid Skånska trängkåren från 1907.